# ژاکوس بریچانت
 ژاکوس بریچانت (انگلیسی: Jacques Brichant؛ ۲۸ مارس ۱۹۳۰ – ۹ مارس ۲۰۱۱) یک تنیس‌باز اهل بلژیک بود.